# Willem Peeters
Willem Peeters (* 20. Mai 1953 in Löwen, Region Flandern) ist ein ehemaliger belgischer Radrennfahrer. Er war von 1974 bis 1982 als Profi aktiv.

## Sportliche Laufbahn
Willem Peeters konnte bereits im ersten Profijahr neben dem ersten Sieg den zweiten Platz beim Omloop van Oost-Vlaanderen erzielen. In der zweiten Saison gelang ihm ein Sieg und ansonsten Platz 10 bei der Flandern-Rundfahrt 1975. 1976 erzielte er neben den Siegen dritte Plätze bei der Ronde van Limburg und Polder-Kempen sowie neunte Plätze beim Scheldeprijs und bei Paris-Brüssel. 1977 siegte er im Grand Prix de Hannut, im Grote Prijs Stad Sint-Niklaas und erreichte er dritte Plätze beim Grand Prix de Wallonie und beim Nationale Sluitingsprijs, Platz 4 beim De Kustpijl und Platz 7 bei Paris-Roubaix. 1978 konnte er Platz 5 bei der Trofeo Laigueglia, Platz 7 bei der Meisterschaft von Zürich und neunte Plätze beim Pfeil von Brabant, beim Grand Prix Pino Cerami und bei Grosser Preis des Kantons Aargau erwirken. 1980 konnte Peeters einen zweiten Platz bei Schaal Sels Merksem und Platz 9 beim Grand Prix de Wallonie und 1981 Platz 4 beim Grand Prix Stad Zottegem und Platz 7 beim GP Victor Standaert erzielen. 1982 erzielte neben seinem Sieg im Grote Prijs Beeckman-De Caluwé Platz 3 bei Halle–Ingooigem. Nach der Saison 1982 beendete er seine Profikarriere.

## Erfolge
1974
- eine Etappe Grand Prix Midi Libre

1975
- Pfeil von Brabant

1976
- Omloop Het Volk
- Grote Prijs Stad Zottegem
- Grote Prijs Briek Schotte
- Omloop Mandel-Leie-Schelde Meulebeke
- eine Etappe Luxemburg-Rundfahrt

1977
- eine Etappe Driedaagse van De Panne
- Grand Prix de Hannut

1978
- Ronde van Limburg
- Grand Prix de Wallonie
- Sint-Elooisprijs

1979
- GP Victor Standaert
- Omloop van het Zuidwesten

1982
- Grote Prijs Raymond Impanis
- Grote Prijs Beeckman-De Caluwé

## Wichtige Platzierungen
| Grand Tour        | 1974 | 1975 | 1976 | 1977 | 1978 | 1979 | 1980 | 1981 | 1982 |
| ----------------- | ---- | ---- | ---- | ---- | ---- | ---- | ---- | ---- | ---- |
| Giro d’ItaliaGiro | –    | –    | –    | –    | –    | –    | –    | DNF  | –    |

| Monument                 | 1974 | 1975 | 1976 | 1977 | 1978 | 1979 | 1980 | 1981 | 1982 |
| ------------------------ | ---- | ---- | ---- | ---- | ---- | ---- | ---- | ---- | ---- |
| Mailand–Sanremo          | –    | 65   | 29   | –    | 92   | 26   | –    | –    | –    |
| Flandern-Rundfahrt       | –    | 10   | 21   | –    | 29   | 13   | 38   | –    | –    |
| Paris–Roubaix            | –    | –    | –    | 18   | 7    | –    | –    | 21   | –    |
| Lüttich–Bastogne–Lüttich | 46   | –    | –    | –    | 28   | –    | –    | –    | –    |